# Deuxième circonscription de la préfecture de Shizuoka
La deuxième circonscription de la préfecture de Shizuoka (静岡県第2区, Shizuoka-ken dai-ni-ku) est l'une des huit circonscriptions législatives que compte la préfecture de Shizuoka au Japon.

## Description géographique
Entre 1994 et 2013, la deuxième circonscription de la préfecture de Shizuoka regroupait les villes de Shimada, Yaizu et Fujieda et les districts de Shida (ja) et Haibara.
Entre 2013 et 2022, elle réunissait les villes de Shimada, Yaizu, Fujieda et Makinohara, une partie de la ville d'Omaezaki et le district de Haibara.
Depuis 2022, elle comprend les mêmes unités administratives à l'exception de la ville d'Omaezaki,.

## Députés
| Législature | Début de mandat | Fin de mandat | Député élu              | Parti politique | Parti politique |
| ----------- | --------------- | ------------- | ----------------------- | --------------- | --------------- |
| 41e         | 1996            | 2000          | Shōzou Harada (ja)      |                 | PLD             |
| 42e         | 2000            | 2003          | Shōzou Harada (ja)      |                 | PLD             |
| 43e         | 2003            | 2005          | Yoshitsugu Harada (ja)  |                 | PLD             |
| 44e         | 2005            | 2009          | Yoshitsugu Harada (ja)  |                 | PLD             |
| 45e         | 2009            | 2012          | Shōgo Tsugawa (ja)      |                 | PDJ             |
| 46e         | 2012            | 2014          | Tatsunori Ibayashi (ja) |                 | PLD             |
| 47e         | 2014            | 2017          | Tatsunori Ibayashi (ja) |                 | PLD             |
| 48e         | 2017            | 2021          | Tatsunori Ibayashi (ja) |                 | PLD             |
| 49e         | 2021            | 2024          | Tatsunori Ibayashi (ja) |                 | PLD             |
| 50e         | 2024            | -             | Tatsunori Ibayashi (ja) |                 | PLD             |